# 42747 Фузер
42747 Фузер (42747 Fuser) — астероїд головного поясу, відкритий 21 вересня 1998 року.
Тіссеранів параметр щодо Юпітера — 3,194.